# 강남세곡체육공원
강남세곡체육공원(江南細谷體育公園, Gangnam Segok Sports Park)은 대한민국 서울특별시에 있는 스포츠 시설이다. 인조잔디 필드가 갖춰진 경기장이며, 2023년 10월에 준공되었다.

## 참고 문헌
- “강남세곡체육공원”. 강남구도시관리공단.
- “강남세곡체육공원”. 《강남구 통합 예약 사이트》. 강남구도시곤리공단.
- 《2024년 전국 공공체육시설 현황(2023.12.31.기준)》. 대한민국 문화체육관광부. 2025.